# Claudine Rhédey von Kis-Rhéde
Claudine Rhédey von Kis-Rhéde (21. září 1812 – 1. října 1841) byla manželkou Alexandra Württemberského a přes svého syna Františka babičkou britské královny Marie z Tecku, manželky Jiřího V.

## Život
Claudine se narodila jako uherská hraběnka v Erdőszentgyörgy, Sedmihradsku jak dcera hraběte László Rhédey de Kis-Rhéde a jeho manželky Ágnes Inczédy de Nagy-Várad. Byla přímým potomkem Ference Rhédeyho, sedmihradského prince ze 17. století. Přes svou matku byla také přímým potomkem valašského knížete Vlada II.:
Ágnes Inczédy de Nagy-Várad → Gergely Inczédy de Nagy-Várad → Ágnes Kendeffy de Malomviz → Katalin Kún de Osbola → Péter Rácz de Galgo → Adám Rácz de Galgo → Zamfira Logifét → Stanca Besarab → Mircea V. → Radu IV. → Vlad IV. → Vlad II. Dracul
Claudine se v roce 1835 provdala za Alexandra Württemberského, syna Ludvíka Württemberského, který byl mladším bratrem krále Fridricha I. Württemberského. Podle německých zákonů bylo manželství morganatické a jejich potomci neměli právo na dědictví po otci a Claudine ani na královský titul. Nemohla se tedy stát vévodkyní, ale krátce po sňatku, 16. května 1835 byla jmenována hraběnkou z Hohensteinu.
Claudine zemřela v Rakousku v roce 1841 poté, co byla shozena ze svého koně a ušlapána k smrti přední částí jezdectva během vojenské přehlídky.

## Potomci
Claudine měla s Alexandrem tři děti:
- 1. Claudine z Tecku (11. 2. 1836 – 18. 11. 1894 Štýrský Hradec), svobodná a bezdětná
- 2. František z Tecku (28. 8. 1837 Osijek – 21. 1. 1900 Londýn), hrabě z Hohensteinu, vévoda z Tecku
  - ⚭ 1866 Marie Adelaida z Cambridge (27. 11. 1833 Hannover – 27. 10. 1897 Londýn)
- 3. Amálie z Tecku (12. 11. 1838 – 20. 7. 1893 Štýrský Hradec)
  - ⚭ 1863 baron Paul von Hügel (13. 4. 1835 Eschenau – 13. 4. 1897 Štýrský Hradec), členové rodu Von Hugel byli roku 1879 králem Karlem I. povýšeni do hraběcího rodu